# Ailurops ursinus
Ailurops ursinus là một loài động vật có vú trong họ Phalangeridae, bộ Hai răng cửa. Loài này được Temminck mô tả năm 1824.

## Hình ảnh

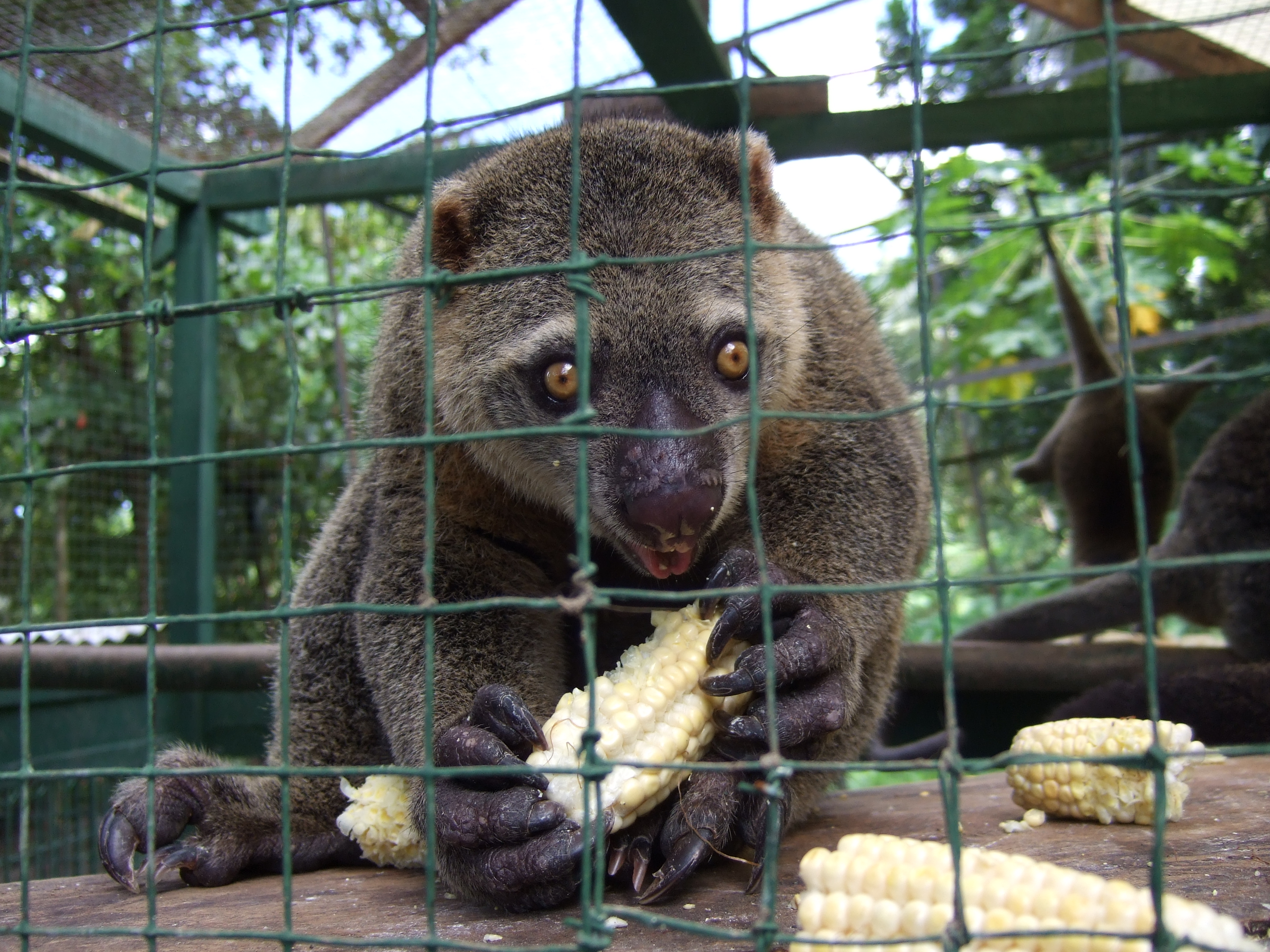
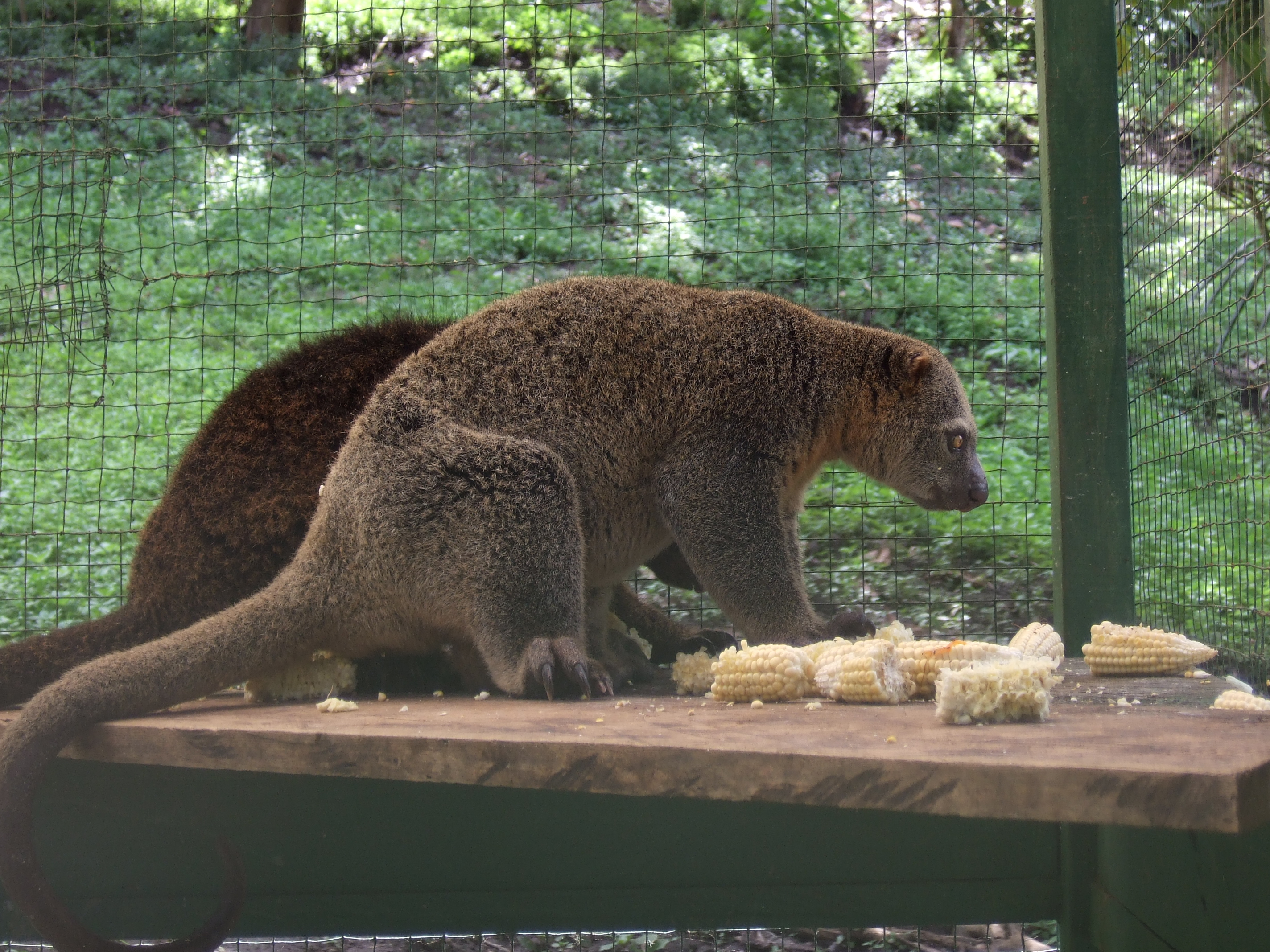
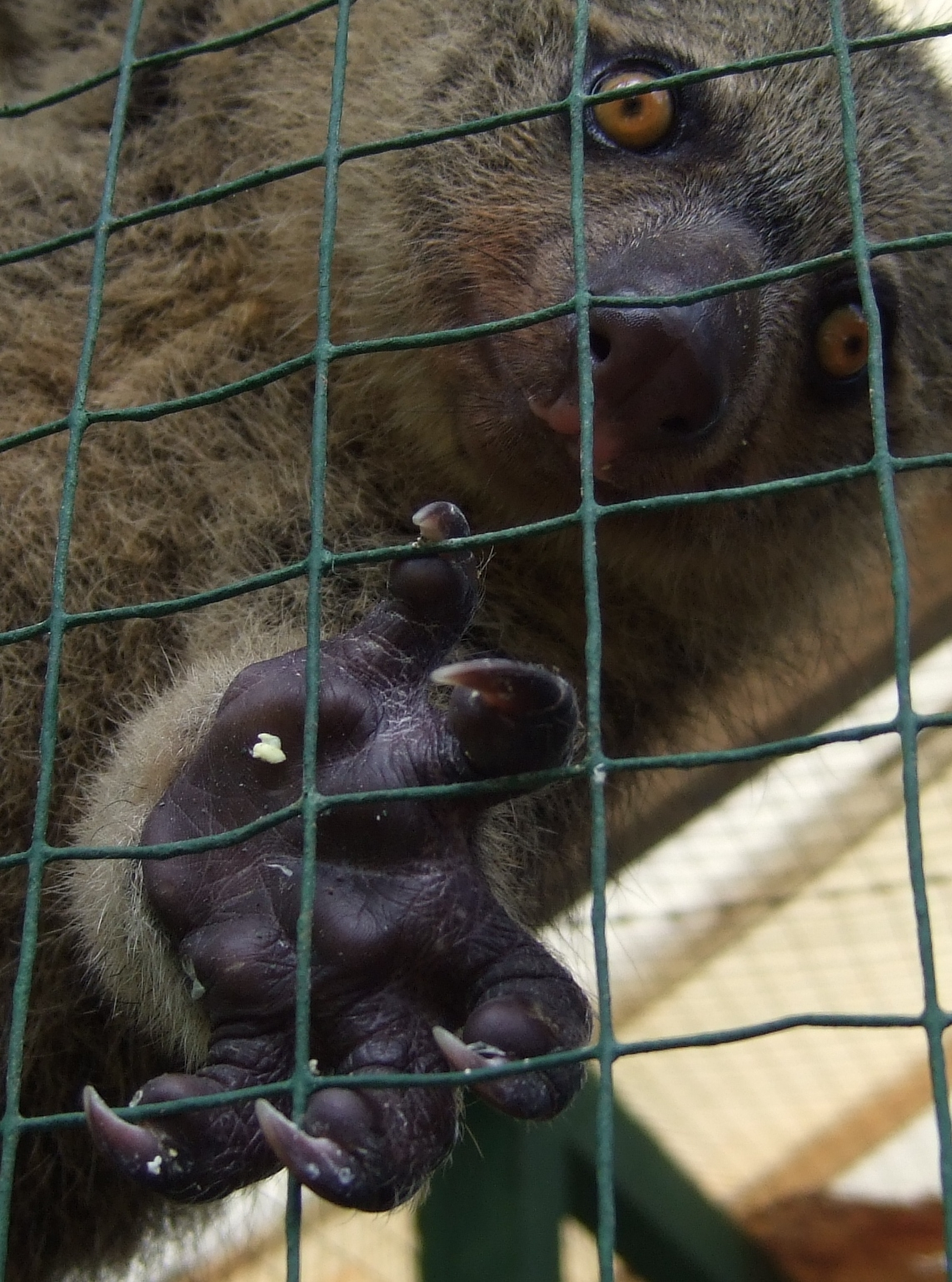
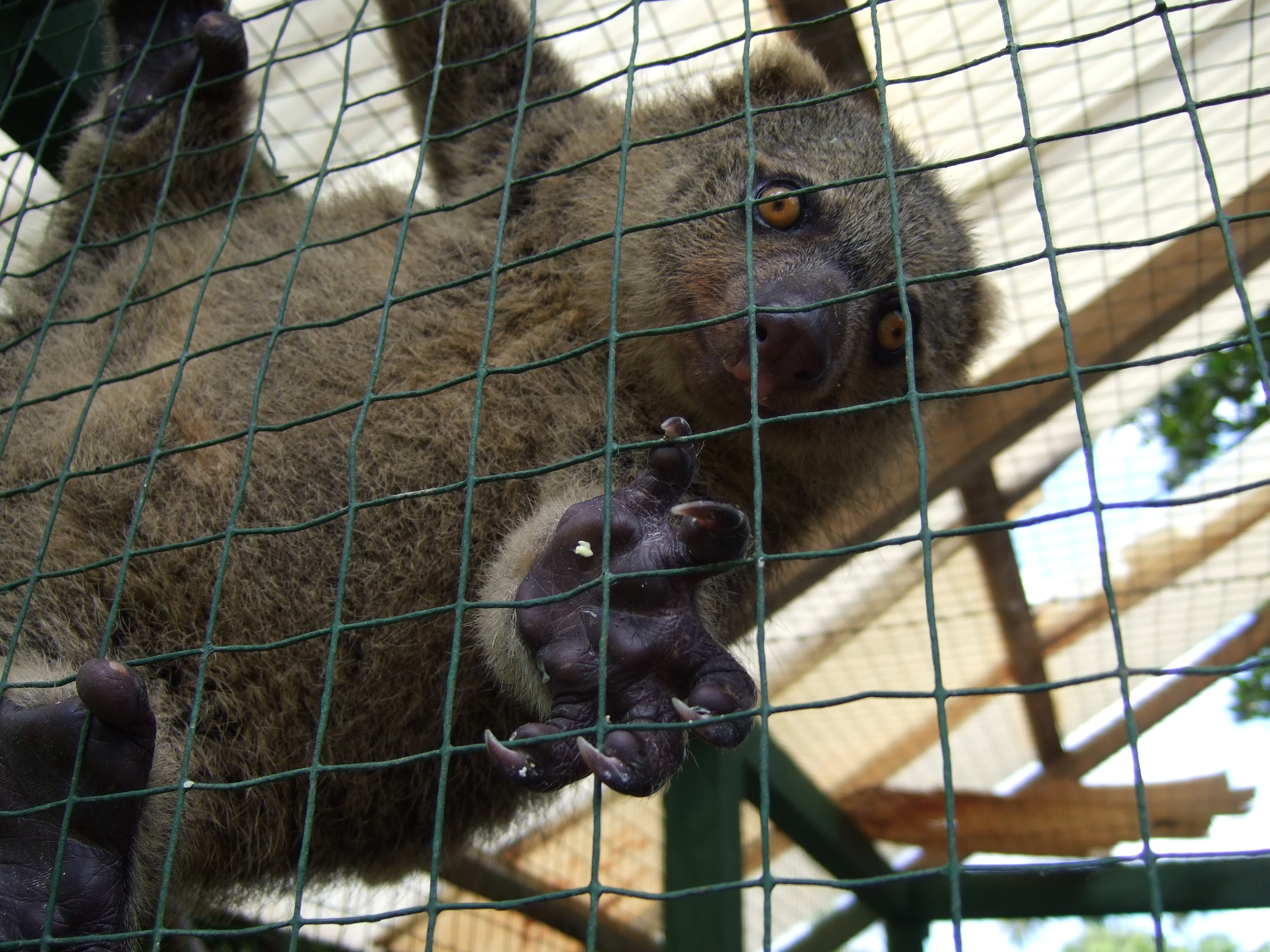